# اینا سیمبولیاک
اینا سیمبولیاک (به انگلیسی: Inna Tsymbalyuk) (زاده ۱۱ ژوئن ۱۹۸۵) مدل و ملکه زیبایی اوکراینی است.
او درسال ۲۰۰۷ دوشیزه شایسته اوکراین شد و نماینده اوکراین در دوشیزه جهان بود.